# Pogonioefferia rapax
Pogonioefferia rapax là một loài ruồi trong họ Asilidae. Pogonioefferia rapax được Osten-Sacken miêu tả năm 1887. Loài này phân bố ở vùng Tân Bắc giới.